# Mathieu Boutin
Mathieu Boutin, né en 1961, est un avocat, violoniste, auteur de livres pour la jeunesse québécois.

## Biographie
Mathieu Boutin est né en 1961. Il a commencé à joué du violon à cinq ans, et est entré au conservatoire de musique pour apprendre le violon pendant dix ans,. Il  travaillé en tant que violoniste pour financer ses études en droit,. Il a également étudié la propriété intellectuelle à Montpellier.
Il publie un premier roman jeunesse, Bozo Nolet-Leclou, en 2003 chez les éditions Québec Amérique, suivi de L'anniversaire de Bozo Nolet-Leclou (2004) et Les vacances de Bozo Nolet-Leclou en 2008. En 2007, il publie Pierre et le pialeino chez Planète rebelle suivi de trois autres contes musicaux, tous inspirés de l’œuvre de grands compositeur ; Pierre et Clara (2008), Pierre et les voyous (2010) et Pierre traqué par le trac (2012). Il se mérite le Prix du public de l'association française La Plume de Paon en 2013 pour ce dernier.
Dans les romans jeunesse et les contes de Boutin on retrouve les thèmes de la justice, du respect, de la dignité humaine, de l’amitié et de la loyauté. Boutin a également animé plusieurs ateliers d’écriture et de lecture dans les écoles.
En 2009, il remporte le prix Joseph-S. Stauffer pour l'ensemble de son œuvre.
Boutin fait paraître un premier roman pour adultes, L'oreille absolue, chez les Éditions Druide en 2013.

## Œuvres

### Romans
- L'oreille absolue, Montréal, Éditions Druide, 2013, 259 p.  (ISBN 9782897110437)

### Romans jeunesse
- Bozo Nolet-Leclou, Montréal, Québec Amérique jeunesse, 2003, 93 p.  (ISBN 2-7644-0230-9)
- L'anniversaire de Bozo Nolet-Leclou, Montréal, Québec Amérique jeunesse, 2004, 117 p.  (ISBN 2-7644-0369-0)
- Les vacances de Bozo Nolet-Leclou, Montréal, Québec Amérique jeunesse, 2005, 146 p.  (ISBN 2-7644-0433-6)

### Contes
- Pierre et le pialeino, Montréal, Planète rebelle, 2007  (ISBN 9782924797433)
- Pierre et Clara, Montréal, Planète rebelle, 2008  (ISBN 978-2-922528-89-3)
- Pierre et les voyous, Montréal, Planète rebelle, 2010  (ISBN 978-2-923735-10-8)
- Pierre traqué par le trac, Montréal, Planète rebelle, 2012  (ISBN 9782923735368)

## Prix et honneurs
- 2009 - Prix Joseph-S. Stauffer[8]
- 2013 - Prix du public La Plume de Paon pour Pierre traqué par le trac[7]